# Осогово (национална спортна база)
Вижте пояснителната страница за други значения на Осогово.
Национална спортна база „Осогово“ е спортен комплекс за тренировки и състезания в Кюстендил. Разположен в подножието на лесопарк „Хисарлъка“ и северозападно от едноименния хълм.
На 100 m² от мястото където е разположена базата, през 1900 г. (съществува до 1945 г.) самоукият градинар Иван Полеганов на частни начала построява малка оранжерия известна като пипинерата. Под пипинерата на мястото на стадиона, през 1904/05 г. е създадена Градска градина с масиви от софора, гледичия, липа, декоративна джанка и други видове дървета. В средата на градината бил изграден фонтан с дансинг за общоградски увеселения. На дансинга изнасял концерти градският духов оркестър. 
Националната спортна база е открита на 5 ноември 1979 г. Включва за времето на откриването си модерен спортен комплекс със стадион „Осогово“ за тренировки и състезания по лека атлетика (със закрита писта и специална открита и закрита площадка за хвърляне на копие и чук), зали за художествена гимнастика, тенис на маса, джудо, самбо, както и зала за волейбол и баскетбол, два тенис корта и други спортни съоръжения. Към базата има редица съпътстващи съоръжения като кафе-сладкарница, хотел и прочее.
Към 2014 година националната спортна база е занемарена, а специалната настилка на лекоатлетическите писти не е подменяна от откриването на съоръжението. Плановете за построяването на Медико-балнеологичен комплекс с хотел със 150 легла в съседство, ведно с рехабилитационни центрове, две турски бани и басейн с плаж на площ от 30 дка не са реализирани.  Предвижда се хотела и комплекса в съседство да бъдат захранени с минерална вода. 
Над базата свършва използваемата част от историческата пързалка за шейни над Кюстендил, популярна с името Люшо.